# 京王建設
京王建設株式会社（けいおうけんせつ）は、建築、土木、鉄道等の設計・工事を手がける建設会社である。京王グループに属する。本社は、東京都府中市府中町。

## 概要
建築・土木・鉄道等の設計・工事を手がけると共に、建設用資材・機器・機械装置の賃貸・販売や不動産の売買・賃貸・仲介斡旋、不動産の管理等も執り行っている。
2023年5月にはかつて相鉄グループに属していたNB建設（旧：相鉄建設）を子会社化した。

## 工事実績
京王電鉄をはじめ、国土交通省・東京都・大蔵省関東財務局・住宅都市整備公団・日本下水道事業団・帝都高速度交通営団（いずれも、工事実施当時）などが発注する工事を請け負った実績がある。

## 事務所
本社・東京支店・調布営業所・多摩営業所・相模原営業所・めじろ台センター・永福町土木事務所・永福町管理所・調布軌道事務所・つつじヶ丘管理所・東府中管理所・北野管理所・南大沢管理所  